# Mordad
Mordad lub Ameretat (awest. „Nieśmiertelność”) – w mitologii perskiej jeden z Amszaspandów (Amesza Spenta), emanacja Ormuzda, a zarazem jego pomocnik. Nierozłączny z Chordadem, z którym opiekował się życiem i zdrowiem istot żywych. W swej pieczy miał rośliny, był też strażnikiem napoju nieśmiertelności, który na końcu świata wypiją sprawiedliwi. Posiadał pomocników, byli nimi: Rasznu, Asztad i Zamjad.  Jego przeciwnikiem był Zairika (Rozkład).